# Hólmfríður Karlsdóttir
Hólmfríður "Hófí" Karlsdóttir (sinh ngày 6 tháng 6 năm 1963) là một Hoa hậu của Iceland, nữ hoàng sắc đẹp của châu Âu và là Hoa hậu Thế giới 1985. Hólmfríður đã kết hôn với Elfar Rúnarsson và họ có 3 đứa con: Anton Örn Elfarsson (1989), Rúnar Karl Elfarsson (1991), Ásta Gígja Elfarsdóttir (1997). Cả gia đình đang sinh sống tại Iceland, Garðabær, hiện nay cô đang làm việc ở một nhà trẻ ở địa phương và Elfar chồng cô làm việc như một luật sư.
| Tứ đại Hoa hậu (1985)              | Tứ đại Hoa hậu (1985)                   | Tứ đại Hoa hậu (1985)          | Tứ đại Hoa hậu (1985)     |
| ---------------------------------- | --------------------------------------- | ------------------------------ | ------------------------- |
| Hoa hậu Hoàn vũ Deborah Carthy-Deu | Hoa hậu Thế giới Hólmfríður Karlsdóttir | Hoa hậu Quốc tế Nina Hernandez | Hoa hậu Trái đất không có |